# Morgan Cox
Morgan Cox (Collierville, 26 aprile 1986) è un giocatore di football americano statunitense che milita nel ruolo di long snapper per i Tennessee Titans della National Football League (NFL). Al college ha giocato a football all’Università del Tennessee.

## Carriera

### Baltimore Ravens
Cox firmò coi Baltimore Ravens dopo non essere stato scelto nel Draft NFL 2010 il 6 maggio 2010. Si guadagnò il ruolo di long snapper titolare dopo che i Ravens svincolarono Matt Katula il 14 agosto 2010. Nel 2012 fu membro della squadra dei Baltimore Ravens che vinse il Super Bowl XLVII il 3 febbraio 2013. Nel 2015 fu convocato per il suo primo Pro Bowl. Nel 2020 fu inserito nel First-team All-Pro.

### Tennessee Titans
Il 18 marzo 2021, Cox firmò un contratto di un anno con i Tennessee Titans.

## Palmarès

### Franchigia
- Super Bowl : 1

Baltimore Ravens: Super Bowl XLVII
- American Football Conference Championship: 1

Baltimore Ravens: 2012

### Individuale
- Convocazioni al Pro Bowl: 5

2015, 2016, 2019, 2020, 2022
- First-team All-Pro: 1

2020